# Le Palais hanté
Le Palais hanté (titre original : The Haunted Palace) est un poème écrit par Edgar Allan Poe. Ce poème de 48 vers est publié pour la première fois en avril 1839 dans la revue littéraire American Museum Magazine, par l'enseignant et historien Nathan Brooks. Il est également cité dans la nouvelle fantastique La Chute de la maison Usher en tant que chanson écrite par le personnage de Roderick Usher.

## Analyse
Le poème est une allégorie au sujet d'un roi « de l'ancien temps » craignant les forces maléfiques qui le menacent lui et son palais, présageant un destin tragique. Dans le contexte de La Chute de la maison Usher, Poe écrit à propos du personnage de Roderick Usher : « je souhaite représenter un esprit hanté par les fantômes, un cerveau perturbé ».
Le ton du poème change radicalement à partir de l'avant-dernière strophe, après avoir évoqué l'esprit et la sagesse du roi, ainsi que la chanson et la beauté du royaume :
« But evil things, in robes of sorrow,

Assailed the monarch's high estate. »
— Edgar Allan Poe, The Haunted Palace, strophe V

« Mais des êtres de malheur, en robes de deuil,

Ont assailli la haute autorité du monarque. »
— Charles Baudelaire
La maison et la famille sont détruites et deviennent apparemment des fantômes.
Le début du poème compare la forme du palais à une tête humaine. Les fenêtres sont associées à des yeux, la porte à une bouche. L'extérieur représente les caractéristiques physiques tandis que l'intérieur incarne l'esprit en prise avec le monde de l'imaginaire.

## Historique des publications
En 1845, Thomas Dunn English affirme que Poe avait essayé de vendre The Haunted Palace à John O'Sullivan de la Democratic Review, qui le refusa car il le jugeait « impossible à comprendre » ; la véracité de cet épisode n'est toutefois pas certaine. Le poème est finalement publié dans le numéro d'avril 1839 du Baltimore Museum.

## Réception
Rufus Griswold, un rival connu de Poe, affirme que Poe a plagié le poème de Henry Longfellow intitulé Beleaguered City. Poe nie cette accusation et insinue qu'à l'inverse, c'est Longfellow qui l'a plagié. Malgré cette controverse, The Haunted Palace est l'un des poèmes sélectionné pour le recueil The Poets and Poetry of America de Griswold, mais aussi dans l'une des premières anthologies de poésie américaine en 1842. Lorsque le poème est republié par le Nouveau Monde en 1845, Charles Eames vante sa beauté : « Il est difficile de trouver dans l'ensemble de la poésie américaine une image d'idéalité plus intense et plus éclatante. »

## Adaptations
En 1904, le compositeur français Florent Schmitt élabore une étude, Le Palais hanté, inspirée du poème de Poe.
En 1963, Roger Corman reprend le titre du poème pour l'un de ses films, intitulé en français La Malédiction d'Arkham. Son intrigue s'appuie en réalité sur le roman de H. P. Lovecraft, L'Affaire Charles Dexter Ward. Corman produisant à cette époque plusieurs films très lucratifs inspirés des œuvres de Poe, et Lovecraft restant alors peu connu, le réalisateur racontera dans le making-of du DVD que le studio l'a forcé à nommer son film d'après l'un des poèmes de Poe (et à inclure une citation de Poe dans le générique) afin que le public croie qu'il s'agissait d'un autre film inspiré des œuvres de Poe.
En 1987, le groupe de rock bulgare Chtourtsité sort une chanson titrée Omagiossaniat zamouk. Les paroles de la chanson sont une traduction de The Haunted Palace en bulgare. En 1990, lorsque le morceau est intégré à la compilation The Crickets, le titre du morceau est retraduit en anglais et apparaît comme The Haunted Castle.
Le musicien britannique Peter Hammill intègre une adaptation musicale du poème dans son opéra inspiré de la nouvelle de Poe, La Chute de la maison Usher.
En 2009, le compositeur lituanien de musique classique contemporaine Giedrius Alkauskas écrit une mélodie pour basse et piano à partir de la traduction du Palais hanté en lituanien par Aleksys Churginas,.